# Stronziowhitlockite
La stronziowhitlockite è un minerale del supergruppo della cerite, all'interno del quale viene collocato nel gruppo della merillite e da lì al sottogruppo della whitlockite.